# Ẋ
Ẋ یکی از حروف زبان چچنی است و نشان‌دهندهٔ آوای [ħ] می‌باشد.

## منبع
Wikipedia contributors, "Ẋ," Wikipedia, The Free Encyclopedia, http://en.wikipedia.org/w/index.php?title=%E1%BA%8A&oldid=540363782 (accessed June 14, 2014). 